# Juodupė
Juodupė è una città del distretto di Rokiškis della contea di Panevėžys, nel nord-est della Lituania. È il centro abitato più importante dell’omonima seniūnija al confine con la Lettonia. Secondo un censimento del 2011, la popolazione ammonta a 1 769 abitanti. Juodupė ricevette il riconoscimento di città nel 1956, ma lo perse venendo riconfigurata come comune il 16 dicembre 2002.

## Storia
Juodupė iniziò a crescere attorno ad una filanda di lana, a sua volta sviluppatasi attorno ad un vecchio mulino a vento nel 1907. Nel 1931 il mulino andò in bancarotta e fu acquistato dalla compagnia "Nemunas", che ne assunse il controllo. Durante la seconda guerra mondiale, l’insediamento fu raso al suolo, ma fu subito ricostruito. Tale sorte toccò anche al mulino e un largo impianto costruito nell’ultimo periodo attorno in cui erano impiegate più di mille persone. Le case comunali erano quasi in bancarotta quando la Lituania raggiunse l’indipendenza nel 1990: l’industria tagliò i legami economici con la Russia. Oggi è gestita dalla “UAB Baltic Mills” e fornisce lavoro a più di 200 impiegati. Un altro importante datore di lavoro è una società di estrazione di torba nel vicino villaggio di Naujasodis.